# Tumas Dingli
Tumas Dingli (Ħ'Attard, 1591. december 22. – 1666. január 22.) máltai kőfaragó és építész. Apjának, Tumas Dingli építésznek és nagyapjának, Andrea Dingli kőfaragónak nyomába lépett. Olasz névalakja Tommaso.

## Élete
Kezdetben matematikát tanult, majd Matteo Coglitura oktatta építészetre. Pályája kezdetén kőfaragóként (scalpellino) dolgozott, és 1610 és 1615 között részt vett az Alof de Wignacourt nagymester által építtetett vallettai vízvezeték kivitelezésében. Málta több templomában is dolgozott kőfaragóként. Később építészként is kapott megbízásokat, főleg plébániatemplomok tervezését, de az ő tervei alapján készült Valletta főkapuja is.

## Művei

### Kőfaragóként
- Wignacourt-vízvezeték (máltaiul Akvedott, angolul Acquaduct, 1610-1614)
- Madonna ta' l-Għar templom (Rabat)
- Żabbar plébániatemploma
- Szent Fülöp-templom (Żebbuġ)

### Építészként
- Porta San Giorgio, később Porta Reale (Valletta főkapuja): 2011-ben lebontják[1]
- A Porto Salvo-templom egy kápolnája (Valletta, tervezés és faragás)
- Attard plébániatemploma (1613-1616, tervezés és faragás): egyetlen műve, amelyet azóta nem építtettek át
- Mosta eredeti plébániatemploma (1619)[2]
- Għargħur plébániatemploma
- Gudja plébániatemploma (1666)